# Bissey-sous-Cruchaud
Bissey-sous-Cruchaud – miejscowość i gmina we Francji, w regionie Burgundia-Franche-Comté, w departamencie Saona i Loara.
Według danych na rok 1990 gminę zamieszkiwało 279 osób, a gęstość zaludnienia wynosiła 25 osób/km² (wśród 2044 gmin Burgundii Bissey-sous-Cruchaud plasuje się na 634. miejscu pod względem liczby ludności, natomiast pod względem powierzchni na miejscu 850.).